# Плевење
Плевење (мкд. Плевење) је насеље у Северној Македонији, у средишњем државе. Плевење припада општини Чашка.

## Географија
Плевење је смештено у средишњем делу Северне Македоније. Од најближег већег града, Велеса, насеље је удаљено 30 km јужно.
Насеље Плевење се налази у историјској области Азот. Насеље је смештено изнад долине реке Бабуне, на јужним падинама планине Јакупице. Надморска висина насеља је приближно 750 метара.
Месна клима је планинска због знатне надморске висине.

## Становништво
Плевење је према последњем попису из 2002. године имало 2 становника.
Претежно становништво у насељу били су етнички Македонци (100%).
Већинска вероисповест било је православље.